# Søren Søltoft Madsen
Søren Søltoft Madsen (17. april 1935 – 13. november 2003) , søn af landsretssagfører og kommunist Carl Madsen, gjorde som teenager oprør og tog ud at sejle. Efter 5 år som sømand vendte han hjem til Danmark, hvor han lidt af omveje blev cand. jur., og endte med at blive en af Danmarks kendte forsvarsadvokater. Søren Søltoft Madsen førte gennem årene en række store sager, blandt andet var han forsvarer for dobbeltmorderen Naum Conevski, som i 1985 blev idømt livsvarigt fængsel for dobbeltdrab på to drenge på stranden Femøren på Amager. I 2001 var han blandt andet advokat for Enhedslistens Frank Aaen, da denne ragede uklar med den tidligere modstandsmand Jørgen Røjel.
I 1992 valgte Søltoft Madsen at lukke kontoret på Enghaveplads 20 på Vesterbro for derefter at arbejde hjemmefra. Det sidste halve år af sit liv måtte han trappe kraftigt ned pga. kræft. Få uger efter at være blevet erklæret rask, fik døden en anden årsag den 13. november 2003 nær Munkholmbroen ved Holbæk. Han var ved at miste herredømme over sin bil, men nåede at køre ind på en parkeringsplads, hvor en medtrafikant fandt ham bevidstløs og tilkaldte en ambulance. På hospitalet blev han konstateret død.